# Michael Grill

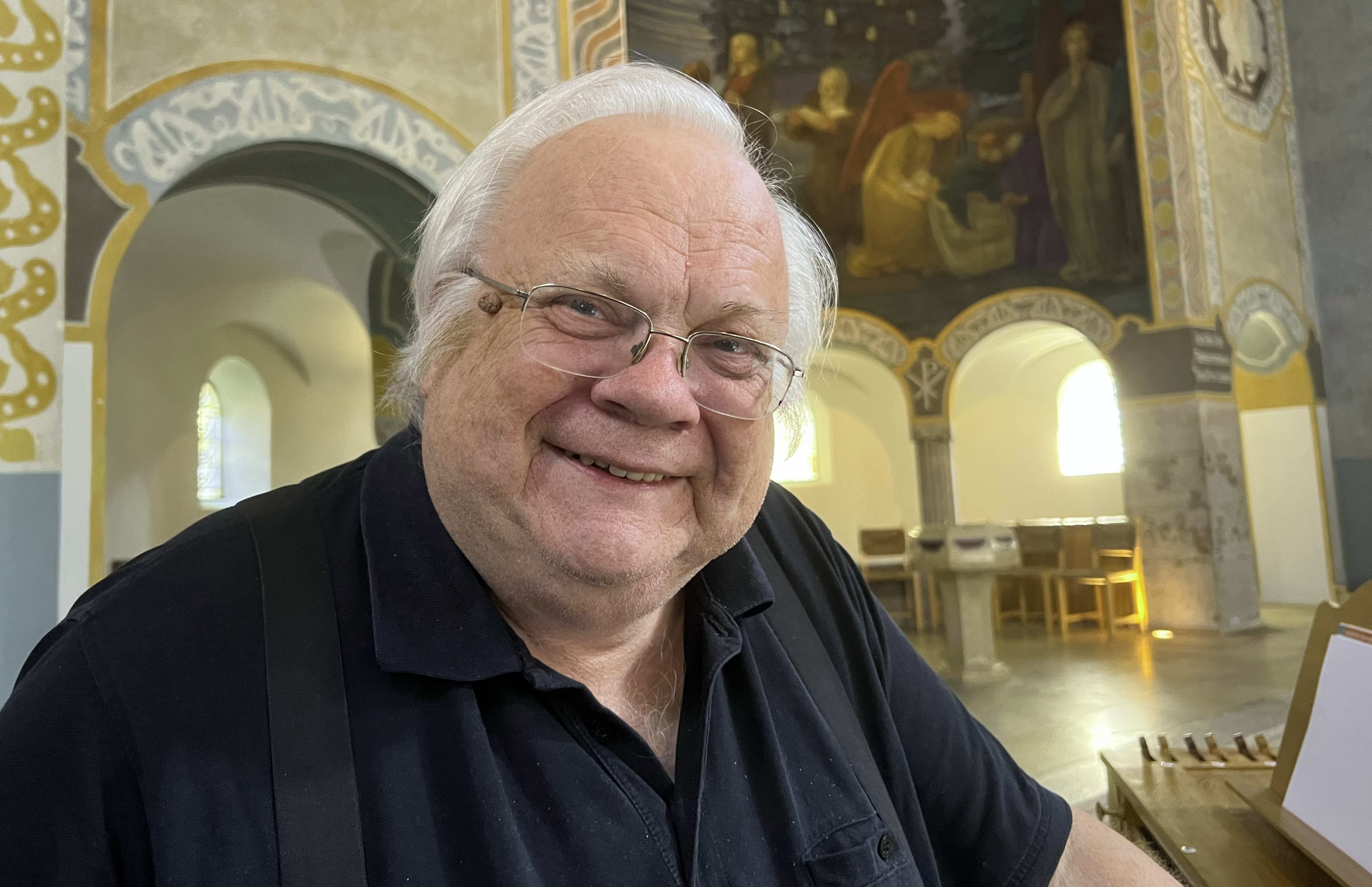
Michael Grill, 2023 in der Erlöserkirche

Michael Grill (* 1955) ist ein deutscher Organist, Kirchenmusiker und Komponist.

## Werdegang
Als Kind einer evangelischen Pfarrersfamilie spielte Michael Grill schon mit 10 Jahren öffentlich Orgel. Bis zum Abitur versah er den Orgeldienst auf der Barockorgel der Karolinenkirche von Großkarolinenfeld. Noch als Schüler wurde er von Karl Richter als Jungstudent an der Münchner Musikhochschule unterrichtet.

## Berufliche Tätigkeit
Nach dem Abschluss des Studiums der evangelischen Kirchenmusik (A-Prüfung) und im Konzertfach Orgel war Michael Grill freischaffend tätig. Viele Konzertreisen führten ihn durch ganz Europa (z. B. in die Ukraine), nach Israel, Nord- und Südamerika.
An der St.-Matthäus-Kirche in München gründete er die Konzertreihe Neue Orgelmusik München, die sich ausnahmslos der Aufführung zeitgenössischer Musik widmete, und wirkte schon als Student bei zahlreichen Konzerten und Gottesdiensten des Münchner Motettenchores unter Hans Rudolf Zöbeley mit. Ab 1994 übernahm Michael Grill die Kantorenstelle an der Andreaskirche in München-Fürstenried. Hier leitete er Oratorien, gestaltete Orgelkonzerte und Kammermusikmatinéen und gründete die Fürstenrieder Bachtage. 2002 erhielt er den Titel „Kirchenmusikdirektor“. Regelmäßig kamen auch seine eigenen Kompositionen zur Aufführung, wie etwa die Genom-Passion im Jahr 2005.
Michael Grill erforschte die Geschichte der evangelischen Kirchenmusik Münchens und dokumentierte sie 1999 in seinem Buch 200 Jahre evangelische Kirchenmusik in München 1799–1999. Neben der Veröffentlichung eigener Werke gab er regelmäßig Werke Münchner Komponisten heraus. Gerne schlägt Michael Grill auch die Brücke zur bildenden Kunst, wie beim Festival Artionale oder bei Projekten mit der Pinakothek der Moderne.
Im Mai 2008 wechselte Michael Grill an die Erlöserkirche in München-Schwabing und realisierte dort u. a. auch einige chorische Großprojekte. Bei der Einrichtung der Konzertreihe Münchner Orgelsommer war er maßgeblich beteiligt. Die Renovierung der Steinmeyer-Moser-Orgel erfolgte 2015; sie bereichert seither die Münchner Orgellandschaft.
2023 wurde er an der Erlöserkirche in den Ruhestand verabschiedet.

## Werke
- Michael Grill: 200 Jahre evangelische Kirchenmusik in München. 1799–1999. München, 1999, ISBN 3583331001.
- Michael Grill: Friedrich Högner (1897–1981) der „reisende Kantor“ – Unterwegs mit dem ersten bayerischen Landeskirchenmusikdirektor., ISBN 978-3-643-15155-1[5].